# Armen Szargszján
Armen Vardani Szargszján (örmény írással: Արմեն Վարդանի Սարգսյան, Jereván, 1953. június 23. –) örmény politikus, 1996–1997-ben miniszterelnök, majd 2018–2022 között Örményország elnöke. A Szerzs Szargszján elnök elleni tüntetések után került hatalomra 2018 áprilisában.

## Élete
1996–1997-ben miniszterelnök, azt megelőzően és azt követően pedig Örményország nagykövete volt. 2018-ban lett az ország államfője, elődje lemondása után.
2022. január 23-án bejelentette, hogy lemond hivataláról, mert az elnöknek nincsenek meg az eszközei, nincs elegendő felhatalmazása ahhoz, hogy befolyásolni tudja a bel- és külpolitika alapvető folyamatait.

## Díjai
- Az Örmény Köztársaság érdemkeresztje (2017)
- Nagy Szent Gergely érdemrend (2018)